# Мизарела
Мизарела (порт. Mizarela)  —  район (фрегезия) в Португалии,  входит в округ Гуарда. Является составной частью муниципалитета  Гуарда. По старому административному делению входил в провинцию Бейра-Алта. Входит в экономико-статистический  субрегион Бейра-Интериор-Норте, который входит в Центральный регион. Население составляет 187 человек на 2001 год. Занимает площадь 5,67 км².
Покровителем района считается Дева Мария (порт. Nossa Senhora da Conceição). 

## Демография
| 1960 | 1970 | 1981 | 1991 | 2001 |
| 547  | 465  | 288  | 246  | 187  |